# テーブルマッチ
テーブル・マッチ（Table Match）は、プロレスの試合形式のひとつ。

## 概要
相手をテーブルめがけて技をかける事でたたきつける、またはテーブルに寝かせて、ダイブ技を決めるなどでテーブルを破壊すれば勝利となる。相手に避けられて自爆する事によってテーブルが破壊した場合は相手の勝利となる。ちなみにリングの外でもレフェリーが見ていればテーブルに葬って決着を付ける事が可能であり、テーブル以外の凶器も使用可能である
タッグ戦の場合は、先に相手チームの1人をテーブルに葬れば勝利となる普通の1本勝負形式、または相手チーム全てをテーブルに葬れば勝利となる生き残り形式とで行われる。
この試合の発端はダッドリー・ボーイズが相手をしょっちゅうテーブルに叩きつけていた事から、WWF（現WWE）でこの試合形式が行われるようになった。ダッドリー・ボーイズの代名詞ともいえる試合形式で、大抵この形式で行う試合にはダッドリー・ボーイズが必ず絡んでいた。ダッドリー・ボーイズがWWEから解雇された後もこの試合形式は行われている。
また、インパクト・レスリングではこの試合形式で3本勝負を行ったり、リングを金網で囲み、リング内に6台のテーブルを用意して行った事もある。
日本では冬木軍プロモーション興行にて、伊東竜二&関本大介組BADBOY非道&TAKAみちのく組の対戦がこの試合形式で行われた事がある。
ここから派生した試合形式にTLC戦がある。